# Glacera d'Orny
La Glacera d'Orny (Glacier d'Orny en francès) se situa a Suïssa, en concret en el Cantó del Valais, a la vall Blegui d'Orny, Massís del Mont Blanc. Neix de les mateixes geleres que la Glacera del Trient.
Hi ha un petit refugi proper, prop de la morrena, en la part dreta de la glacera.